# Окироя
Окироя в древногръцката митология е името на три персонажа.
- Дъщеря на кентавъра Хирон и на нимфата Харикло и притежаваща пророческа дарба. Предсказва съдбата на Асклепий и на баща си, но понеже разкрива твърде много бъдещето, Зевс я превръща в кобила [1]

- Една от океанидите.[2]

- Нимфа, майка от Хипас на Харопс, Сок, Аписаон, Агелай, Памон, и Хипомедонт.[3]